# Hulepadde
Hulepadden (Proteus anguinus) er en blind halepadde der findes i underjordiske kalkstenshuler i Sydøsteuropa, langs den østlige kyst af Adriaterhavet. Den lever hele livet i vand og i totalt mørke og er som følge heraf helt farveløs og blind. Lokalt kaldes den også for Menneskefisken. Hulepadden er den eneste art i sin slægt Proteus, den eneste europæiske repræsentant for familien Proteidae, og det eneste europæiske hvirveldyr, der lever hele sit liv i huler uden lys (en troglobit).
Den er velkendt for de fleste, der har besøgt Postojnagrotten i Slovenien, som er det sted den først blev fundet og beskrevet.

## Udbredelse
Hulepadden er udbredt i underjordiske flodsystemer i karstlandskabet i de Dinariske Alper, der strækker sig fra Trieste i Italien, gennem Slovenien, Kroatien og Herzegovina. Den er desuden udsat i huler rundt om i Europa, bl.a. i de franske Pyrenæer og i Hermannshulen i Harzen, Tyskland. Her blev 5 eksemplarer udsat i 1932 og igen 13 i 1956 i en kunstig hulesø. Ved undersøgelser af hulepadderne i 1978 og 1985 viste alle 13 dyr i den kunstige sø sig at være hanner, formentlig de samme som blev udsat i 1956.

## Udseende
Hulepadden er aflang, 20-30 cm lang (med individer op til 40 cm). Kroppen er cylinderformet med regelmæssige, lodrette furer på siderne, der markerer overgangen mellem muskelsegmenterne (myomere). Halen er kort og affladet og med en smal finnebræmme. Benene er smalle og tynde, med 3 tæer på forbenene og 2 på bagbenene. Dens særprægede udseende og levested gør det umuligt at forveksle den med andre dyr. Mest bemærkelsesværdigt ved hulepadden er dens tilpasninger til et liv under jorden i totalt mørke. Dyret er totalt blindt og øjnene er uudviklede, selv hos det voksne dyr. Huden er stort set uden pigment, der ellers hos andre dyr beskytter mod solens skadelige UV-lys men indeholder en smule riboflavin, der giver huden en gullig-hvid eller lyserød farve. Hulepadden er neoten, hvilket vil sige at den selv som voksen har bibeholdt en række træk fra larvestadiet. Dens lunger er således kun af ringe betydning for vejrtrækningen. I stedet er de ydre gæller bibeholdt. Gællerne ses som to røde grenagtige udvækster på siden af hovedet. Den røde farve skyldes den rige blodforsyning. Gællerne er ikke en tilpasning til hulelivet, men et fællestræk for halepadder, der lever hele deres liv under vandet, såsom de øvrige medlemmer af familien Proteidae og den Mexicanske axolotl.
Munden er lille med små fine tænder, der fungerer som en si, der kan filtrere små fødepartikler ud af vandet. Næseborene er næsten usynlige, men findes yderst på snudens overside.

## Biologi
Hulepadden svømmer som en ål ved at ondulere kroppen fra side til side. De små ben har kun ringe betydning for fremdriften. Den er et rovdyr, der lever af små krebsdyr såsom tanglopper (Amphipoder) og vandbænkebidere (Isopoder), snegle og insekter. Byttet bliver slugt helt, de små tænder tjener alene til at fastholde byttet. Som andre rovdyr og i særdeleshed hulelevende rovdyr er hulepadden i stand til at overleve i meget lange perioder uden føde og til gengæld indtage store mængder føde på en gang og oplagre reserver som fedt og glykogen i leveren. Når føden er knap nedsætter den stofskiftet og begynder i ekstreme tilfælde at tære på muskelmasse mm. Forsøg under kontrollerede omstændigheder har vist at hulepadder kan overleve 10 år uden at indtage føde.
Hulepadder er sociale dyr og samles ofte under sten eller i klippesprækker. Kønsmodne hanner er en undtagelse, idet de etablerer og forsvarer territorier som de bruger til at tiltrække hunner. Hannerne slås sjældent direkte, men nøjes med truende adfærd overfor hinanden. Dette kan ses som en tilpasning til fødeknapheden i hulerne, hvor det er energetisk dyrt for hannerne at slås.

### Reproduktion
Yngleadfærd er til dato kun observeret hos dyr i fangenskab. Kønsmodne hanner adskiller sig fra hunnerne ved at have opsvulmet kloakåbning, lysere hudfarve, let bølgede halefinner og to streger på siden af halen. Hannerne kan starte parringsadfærden selv uden hunner er til stede. Han starter med at jage andre hanner væk fra sit territorium og kan udskille et duftstof (feromon), der kan tiltrække hunner. Når en hun nærmer sig, begynder han at cirkle omkring hende og vifte med sin hale. Derefter berører han hunnens krop med snuden og hunnen berører hannens kloakåbning med snuden, hvorefter hannen bevæger sig fremad og hunnen følger efter. Han afsætter nu en pakke med sæd (en spermatofor) på underlaget og dyrene bevæger sig dernæst fremad indtil hunnens kloakåbning rammer spermatoforen, der hæfter til hende. Sædcellerne forlader straks spermatoforen og svømmer ind i hunnens kloakåbning og forsøger at befrugte æggene. Parringsritualet kan gentages adskillige gange over en periode på flere timer.
Hunnen kan lægge op til 70 æg, hver omkring 12 mm i diameter, og placerer dem mellem klippestykker, hvor de forbliver under hendes beskyttelse indtil de klækker efter ca. 140 dage. Haletudserne er 2 cm lange og lever af blommesækken den første måned og efter ca. 4 måneder udvikler de sig til voksenformen – hastigheden afhænger stærkt af vandtemperaturen.
Hulepadder kan blive gamle, mindst 60 år og måske over 100 år.

## Sanser
Hulelevende dyrs sanser er ofte tilpasset til livet uden lys, hvilket også er tilfældet for hulepadden. Øjnene er således reducerede og ikke-funktionelle, mens følesans og smagssans er veludviklede. Desuden har hulepadden en ekstra sans, nemlig evnen til at registrere svage elektriske felter.

### Synssans
Øjnene er reducerede, ligger dybt begravet under overhuden og er sjældent synlige. Larverne har normale øjne, men udviklingen af disse stopper og øjnene atrofierer (degenererer) hurtigt og er væk efter 4 måneder. Koglekirtlen (pinealkirtlen), der sidder i hjernen er lysfølsom i hulepadden ligesom hos de fleste andre hvirveldyr, men er noget reduceret, og faktisk er der også lydfølsomme celler i huden.

### Smags- oglugtesans
Hulepadden har en mere veludviklet smagssans end andre, beslægtede padder, og den er i stand til at registrere meget lave koncentrationer af organiske forbindelser i vand. Næseslimhinden inde i næsehulen og i lugtegruberne (Jacobsons organ) er tykkere end hos andre padder. Jacobsons organ spiller en væsentlig rolle i lugtesansen.

### Hørelseogvibrationssans
Hulepadden har ikke et luftfyldt mellemøre som andre landlevende salamandre og hvirveldyr har, hvilket må ses som en tilpasning til hørelse under vand. Adfærdsforsøg peger på at hulepaddens hørelse er bedst i området 10 Hz op til 15 kHz. Sansecellerne i det indre øre er stærkt opdelt i grupper, der registrerer lyd i vandet og grupper, der registrerer vibrationer, der kommer til dyret gennem underlaget. Der er ikke noget der tyder på at hulepadderne selv laver lyd og dermed skulle bruge lyd til at kommunikere med hinanden.
Sidelinjeorganet er veludviklet, som hos andre vandlevende halepadder og kan bruges til at sanse bevægelser i vandet omkring dyret i dets umiddelbare nærhed og kan også bruges sammen med dyrets egne bevægelser til at fornemme hvor tæt dyret er på bunden eller andre forhindringer i omgivelserne.

### Elektroreception
I huden findes en særlig slags sanseorganer, såkaldte ampulorganer, der er karakteristiske for dyr, der kan sanse svage elektriske felter. Ampulorganer og den tilhørende elektriske sans er vidt udbredt blandt hajer, rokker og elektriske fisk. Den elektriske sans gør dyret i stand til at opfange svage elektriske signaler fra artsfæller og byttedyr i vandet og i det hele taget orientere sig i omgivelserne selv i totalt mørke.

## Systematik
Der er betragtelig variation i udseende, størrelse og mikroskopiske karakterer mellem hulepadder fra forskellige hulesystemer i udbredelsesområdet. Tidligere er disse forskelle blevet brugt til at definere op til fem forskellige arter. Der er imidlertid i dag enighed om at de alle skal henregnes til den samme art, Proteus anguineus, der dog kan underinddeles i to underarter, den almindelige hulepadde og den sorte hulepadde.

### Sort hulepadde
Den sorte hulepadde (Proteus anguinus parkelj (Sket & Arntzen, 1994)) er først fundet i 1986 i underjordiske flodsystemer nær Črnomelj, Bela Krajina, Slovenien, og forekommer indenfor et område mindre end 100 km2.
Den sorte hulepadde adskiller sig fra den almindelige hulepadde på flere punkter. Mest fremtrædende er de veludviklede øjne og den pigmenterede hud, men også hovedformen er anderledes og kroppen er længere og med flere ryghvirvler (29-32 hos P. a. anguineus mod 34-35 hos P. a. parkelj).

## Opdagelsen af hulepadden
Den ældste afbildning af en hulepadde er muligvis i et relief på et venetiansk stenspringvand, forestillende to slanger med vinger, som kan tolkes som gællerne på hulepadden. Den første beskrivelse af hulepadden er fra 1689 hvor den omtales som en drageunge. Ved kraftig regn bliver hulepadder ofte skyllet ud af hulerne, hvilket gav ophav til den overtro at store drager levede langt inde i jordens indre.
G.A. Scopoli, en læge og videnskabsmand fra Idrija var den første til at indfange hulepadder og sendte døde dyr og tegninger rundt til kolleger og samlere. Josephus Nicolaus Laurenti var dog den første, der beskrev arten kortfattet i 1768 og gav den sit latinske navn Proteus anguinus. Op mod år 1800 undersøgte Carl Franz Anton Ritter von Schreibers fra Wien anatomien af hulepadden. Hurtigt herefter blev arten berømt blandt zoologer og er bl.a. omtalt af Charles Darwin i i Arternes Oprindelse som et eksempel på reduktion af organer, der ikke længere anvendes.
I dag er hovedcenteret for forskning i hulepadders biologi placeret ved Ljubljana Universitet.

### Betydning i kulturen
Hulepadden er et symbol på Slovensk naturarv og entusiasmen omkring dyret og dets levesteder i de Slovenske huler er stadigt stærkt 300 år efter dets opdagelse. Hulepadden er symbolet på Postojnagrotten, det sted hvor moderne videnskabelig huleforskning startede og er den dag i dag en af de største attraktioner i hulen for de hundredtusindvis af turister, der besøger den årligt.

## Forvaltning og beskyttelse
Hulepadden er meget følsom overfor ændringer i det naturligt meget rene og stabile miljø, der findes i kalkstenshulerne hvor den forekommer og påvirkes af alle former for kemisk forurening. Denne forurening kan komme fra nedsivende, forurenet vand fra f.eks. lossepladser eller direkte spild af kemikalier på overfladejorden. På grund af sin sjældenhed og særprægethed er hulepadden desuden efterstræbt af samlere, og indsamling af større antal dyr kan ligeledes true lokale bestande.

### EU-medlemslande
Hulepadden er optaget i bilag II og bilag IV til EU-kommisionens Habitatdirektiv. Dette betyder at hulepadden er underlagt såkaldt streng beskyttelse i hele sit udbredelsesområde og at EU-medlemslande er forpligtede til at udpege særligt beskyttede områder (habitatområder, som del af det såkaldte Natura 2000 netværk). Fangst og hold af hulepadder i fangenskab er kun tilladt i særlige tilfælde og reguleres af lokale myndigheder.

### Slovenien
Hulepadden blev fredet i Slovenien i 1922, sammen med den øvrige hulefauna, men fredningen var ikke effektiv og et betragteligt sort marked for handel med hulepadder opstod. I 1982 blev arten optaget på en national liste over sjældne og truede dyrearter hvilket medførte et forbud mod handel med arten. Arten er optaget på Sloveniens Rødliste over truede arter. Efter Sloveniens optagelse i EU er habitatdirektivets bestemmelser også gældende i landet og bl.a. Postojnagrotten er udpeget som habitatområde.

### Øvrige Balkan
Hulepadden er beskyttet i Kroatien under lovgivning, der giver generel beskyttelse af padder. Indsamling er alene tilladt til forskningsformål og efter tilladelse. Efter Kroatiens optagelse i EU i 2013 er hulepadden også omfattet af Habitatdirektivet i Kroatien.
Hulepadden er ikke underlagt særlig beskyttelse i Bosnien, Herzegovina og Montenegro.